# Lelio Lagorio
Lelio Lagorio (né à Trieste le 9 novembre 1925 et mort à Florence le 6 janvier 2017) est un homme politique italien, premier président de la Toscane de 1970 à 1978. 

## Biographie
Lelio Lagorio est né à Trieste et était membre du Parti socialiste italien (Partito Socialista Italiano, PSI). Il a été maire de Florence de 1964 à 1965, succédant à Giorgio La Pira et premier président de la région toscane (1970-1978).
Il fut le premier homme politique du PSI à devenir ministre de la Défense en Italie (1980-1983). La tragédie d'Ustica s'est produite sous son mandat. Par la suite, il a été ministre des Sports et des Spectacles (1983-1986), président des députés du PSI et au Parlement européen (1986-1994) et vice-président de l'Union des partis socialistes de la Communauté européenne (1990-1992). 
Lelio Lagorio a également écrit des essais politiques et historiques (dont L'Ora di Austerlitz, sur son mandat de ministre de la Défense) et a publié le magazine florentin Città & Regione.

## Sources
- (it) Aldo Alessandro Mola, Il Parlamento Italiano. Storia parlamentare e politica dell’Italia, Vol. XXIII, Milan, 1993, « Lelio Lagorio »
- (it) Antonio Tajani, Il Granduca. Lagorio: un socialista Ministro della Difesa, Milan, 1982